# ساشا براتيتش
ساشا براتيتش (بالصربية: Саша Братић) مواليد 29 أغسطس 1981 في ياغودينا، جمهورية يوغوسلافيا الاشتراكية الاتحادية، هو لاعب كرة سلة صربي معتزل. بدأ مسيرته الاحترافية في سنة 1997. اعتزل اللعب في 2013. لعب مع نادي ريد ستار لكرة السلة ونادي إف إم بي لكرة السلة.

## روابط خارجية
- ساشا براتيتش على موقع الدوري الأوروبي لكرة السلة (الإنجليزية)
- ساشا براتيتش على موقع كرة السلة الأوروبية.كوم (الإنجليزية)
- ساشا براتيتش على موقع ريلجم (الإنجليزية)
- ساشا براتيتش على موقع بروبوليرز (الإنجليزية)
- ساشا براتيتش على موقع سبورتس رفرنس (الإنجليزية)